# Camel Bobsled Race
Camel Bobsled Race é um megamix de músicas de DJ Shadow. Contém sete faixas ao vivo mixadas ininterruptamente por DJ Qbert, membro do grupo Invisibl Skratch Piklz. Foi lançado em vinil e CD em 1997. As cópias americanas do álbum Preemptive Strike incluíam este mix como um disco bônus.

## Faixas
1. "Napalm Brain"
2. "Midnight in a Perfect World"
3. "Organ Donor"
4. "Hardcore"
5. "Bonus Beat"
6. "In Flux"
7. "Number Song"